# Willa Granzowa w Warszawie
Willa Granzowa, pot. Grancówka – budynek administracyjny zakładów ceramicznych Kazimierza Granzowa, który znajdował się na rogu ulic Strażackiej i Chełmżyńskiej w dzielnicy Rembertów w Warszawie. Zburzony w 2014 roku.

## Historia
Budynek był zlokalizowany pod adresem ul. Chełmżyńska 165. Wzniesiono go w latach 1888-1890 lub w roku 1895 z przeznaczeniem na siedzibę administracji zakładów Granzowa, zlokalizowanych na Kawęczynie. Kawęczyńskie Zakłady Ceramiczne Granzowa założone zostały w 1866 lub w 1863. Dzięki wysokiej jakości i szerokiemu asortymentowi swoich wyrobów była to jedna z wiodących cegielni w rejonie Warszawy. 
Budynek przetrwał II wojnę światową, pomimo że zakłady ceramiczne zostały zbombardowane już w 1939. Po wojnie mieściła się tu szkoła gminna dla Kawęczyna, a potem przedszkole. Budynek poddawany tylko drobnym remontom systematycznie niszczał – kosztorys remontu w 1962 wynosił 280 tys. złotych, a w 1978 już 3 mln złotych. Jego kolejnym użytkownikiem był Szkolny Ośrodek Socjoterapii. 
W latach 80. XX wieku ściany budynku zaczęły pękać, być może wskutek nasilenia ruchu na pobliskiej linii kolejowej Warszawa-Terespol. Spowodowało to dalszy wzrost kosztów potencjalnego remontu. Pod koniec lat 80. w willi swój ośrodek chciał zlokalizować Monar, ale napotkano na silny opór mieszkańców i pomysłu nie zrealizowano. Kolejni właściciele próbowali protestować przeciwko niszczeniu budynku przez sąsiedztwo linii kolejowej, lecz ich wysiłki pozostały bezskuteczne. W 1989 budynek wpisano jednak do rejestru zabytków. 
W 1991 willa ponownie stała się własnością Zakładów Cegielnianych Kazimierza Granzowa SA, lecz kilka lat później przedsiębiorstwo zbankrutowało. Budynek nabyły dwie rodziny, ale nie podjęły remontu. Ok. 2000 pod ciężarem śniegu zawalił się częściowo dach, w 2004 runęła wieżyczka, a w 2009 także część ścian na piętrze. 
Dodatkowo pomiędzy linią kolejową a budynkiem przebito i otwarto dla ruchu (23 grudnia 2009 roku) ul. Strażacką, która połączyła Targówek z Rembertowem.
W lipcu 2007 na XII Sesji Rady Dzielnicy Rembertów m.st. Warszawy podjęto uchwałę o zwróceniu się do prezydenta m.st. Warszawy o dokonanie zakupu willi przez miasto.
W 2013 budynek kupiła spółka Millbery z zamiarem przystosowania go na potrzeby centrum zdrowia i urody. We wrześniu 2014 spółka dokonała rozbiórki willi na podstawie decyzji stołecznego konserwatora zabytków z 31 lipca 2014 wydanej przez Małgorzatę Gmiter, zastępcę ówczesnego stołecznego konserwatora zabytków Piotra Brabandera. Jak twierdził stołeczny konserwator zabytków był to sposób na ocalenie zabytku, którego stan nie pozwalał na renowację i musiał być odbudowany. Prace rozbiórkowe miały być przeprowadzone ręcznie, a odzyskany materiał zabezpieczony, poddany konserwacji i użyty do odbudowy willi. Wbrew pozwoleniu stołecznego konserwatora zabytków budynek zburzono przy użyciu koparki. Zniszczono także mury piwnic willi.
Właściciele willi Granzowa (spółka Millbery) złożyli wniosek o wykreślenie budynku z rejestru zabytków, po tym jak dopuścili się rozebrania obiektu. We wniosku wskazano m.in. na „brak możliwości odzyskania materiału historycznego”. Spółka podkreślała, że w trakcie rozbiórki odzyskała go mniej niż 1 procent. Zgodnie z ustawą o ochronie zabytków i opiece nad zabytkami, minister kultury i dziedzictwa narodowego jest zobligowany wykreślić nieistniejący obiekt z rejestru zabytków. 16 maja 2016 podsekretarz stanu w Ministerstwie Kultury i Dziedzictwa Narodowego i generalny konserwator zabytków Magdalena Gawin podpisała decyzję o wykreśleniu z rejestru zabytków nieistniejącej willi Granzowa, po której pozostał jedynie głęboki wykop. 
W sierpniu 2016 Generalny Konserwator Zabytków Magdalena Gawin uchyliła z mocą wsteczną zgodę na rozbiórkę willi z 2014 uznając, że wydając ją stołeczny konserwator zabytków Piotr Brabander rażąco naruszył prawo. W ocenie stołecznego konserwatora zabytków ta decyzja nie wywołuje jednak żadnych skutków prawnych, gdyż jej następstw nie można odwrócić. 
W styczniu 2017 Prokuratura Okręgowa Warszawa-Praga nie stwierdziła znaczących uchybień przy rozbiórce willi i umorzyła postępowanie w tej sprawie. W sierpniu 2017 dochodzenie w sprawie wszczęła na nowo Prokuratura Rejonowa w Warszawie.

## Architektura
Budynek przy Chełmżyńskiej powstał jako eklektyczna willa według pomysłu Granzowa. Wzniesiony został przy użyciu szerokiej gamy materiałów produkowanych w cegielni na Kawęczynie. Stał się więc swego rodzaju reklamą wyrobów miejscowych zakładów. Mury zbudowano z różnych gatunków cegły, zastosowano dachówkę najwyższej jakości, zamontowano ceramiczne przewody wentylacyjne i kominowe, a fasadę wyłożono ozdobioną geometrycznymi wzorami żółtą cegłą oblicową. W jednym z naroży willi znajdowała się wieża. 